# Lansdownekonferensen
Lansdownekonferensen var en fredsmedlingskonferens för parterna i Kosovokriget i slutet av 1990-talet som hölls i Lansdowne i Virginia i USA mellan den 9 och 13 september 1999. Konferensen arrangerades av United States Institute of Peace, det amerikanska fredsinstitutet, och hade ett stort deltagande av politiska ledare och andra framträdande kosovoalbanska personligheter. Föremålet var att förbereda vägen för lokalt självstyre i Kosovo.
Konferensen mynnade ut i en förklaring som innehöll en uppmaning till befolkningen och alla politiska grupperingar i Kosovo om att se till att:
- Frige alla medborgare i Kosovo som fängslades inklusive de som utsatts för orättvisa rättegångar
- Frige alla de som hölls som gisslan i Serbien, inklusive många barn
- Upplysning om alla försvunna personer
- Ställa inför rätta alla krigsförbrytare